# Шахмансурлу
Шахмансурлу (азерб. Şahmansurlu) — село в административно-территориальном округе села Венгли Агдеринского района Азербайджана.

## Этимология
Поселение использовалось как зимовье до начала XIX века. В 1917 году зарегистрировано под названием Шахмасур, а в 1937 году — Шахнасур.
Ойконим происходит от тюркского «шахма/шахна» (азерб. şaxma/şaxna — «круг/кольцо») и арабского «сур» (араб. سور — «огороженный, забор»).
Также Шахмансур — кишлак в Таджикистане.

## География
Сёла Венгли, Чорманлы, Шахмансурлу входят в состав Венглийского сельского административно-территориального округа Агдеринского района, при этом село Венгли является центром этого сельского административно-территориального округа.
Село Шахмансурлу расположено на склоне Карабахского хребта в предгорной местности в долине реки Хачынчай в 56 км. юго-западнее райцентра Агдере, на высоте 1050 метров. Имеет площадь 477,76 га, из них 136,53 га сельскохозяйственные угодья, 283,53 га лесные угодья.
Неподалёку от села есть родник «Мансур».

## История
Село упомянуто у автора Раффи в романе «Меликства Хамсы», что в этом селе много старых хачкаров, но церковь XIII—XIV веков не сохранилась, так как жители вплоть до советского периода брали камни из церкви и строили свои дома.
Руководитель экспедиции Гамлет Петросян «Тигранакерт» Гамлет Петросян пишет про село: «хачкар на валуне (размеры: 5, 3*3 м.), Шахмасур, Хаченагетская долина».
До вхождения в состав Российской империи село Шахмансурлу входило в состав Хачинского магала Карабахского ханства.
Епископ Армянской Апостольской церкви Макар Бархударянц описывает это село:
— «Село основано у южного подножия горного хребта, простирающегося до Арцасара между Ванкашеном и Цмакахоги, жители переселились сюда из села Аракел провинции Дизак. Земля монастырская, умеренно продуктивная, местные культуры такие же. Безвредный воздух, климат и вода, долгая жизнь — 80 лет. Церковь новая, крыша деревянная, священник родом из Ванкашена. Численность дымов и населения этого села есть в счёте Ванкашена».
В 1905 году один из богатых людей из села живший в Тифлисе купил колокол, который он принёс его и повесил в сельской церкви и попросил священника из Гандзасара научить детей читать и писать. Его намерение осталось нереализованным из-за армяно-татарских конфликтов. Однако, через 20 лет в селе образовался один класс, это был двухэтажный дом, первый этаж которого предоставлялся для занятий. Год от года количество учеников увеличивалось.
В советский период на 1 января 1977 года село входило в состав Ванклийского сельсовета Мардакертского района Нагорно-Карабахской автономной области (НКАО) Азербайджанской ССР.
2 сентября 1991 года на совместной сессии Нагорно-Карабахского областного и Шаумяновского районного Советов народных депутатов была принята Декларация о провозглашении Нагорно-Карабахской Республики в границах Нагорно-Карабахской автономной области (НКАО) и сопредельного Шаумяновского района Азербайджанской ССР. 26 ноября 1991 года Верховный Совет Азербайджанский Республики принял закон «Об упразднении Нагорно-Карабахской автономной области Азербайджанской Республики». В этом законе помимо упразднения Нагорно-Карабахской Автономной Области (НКАО), было постановлено в том числе также и переименование Мардакертского района в Агдеринский.
Решением № 327 Милли Меджлиса Азербайджанской Республики от 13 октября 1992 года Агдеринский район был ликвидирован, а село было передано в состав соседнего Кельбаджарского района, а решением № 428 от 29 декабря 1992 село Шахмасур Кельбаджарского района было названо селом Шахмансурлу
Во время первой Карабахской войны погибло 2 человека из села. По итогам войны село в начале 1990-х годов попало под контроль непризнанной Нагорно-Карабахской Республики (НКР). Согласно административно-территориальному делению непризнанной республики, село входило в Мартакертский район НКР и называлось Шахмасур.
Во время Второй Карабахской войны село не пострадало. В результате Трёхстороннего Заявления вночь с 9 по 10 ноября 2020 года, подписанного по итогам Второй Карабахской войны, село перешло под контроль Российских миротворческих сил.
В результате боевых действий в сентябре 2023 года Азербайджан восстановил свой контроль над селом.
Законом Азербайджанской Республики от 5 декабря 2023 года Агдеринский район был воссоздан и Венглийский сельский административно-территориальный округ вместе с входящим в него селом Шахмансурлу из состава Кельбаджарского района был передан в состав Агдеринского района. В настоящее время село Шахмансурлу входит в состав Венглийского сельского административно-территориального округа Агдеринского района Азербайджана.

## Памятники истории и культуры
На территории села находятся более 50-ти хачкаров датируемых IX—XIII веками. Объекты исторического наследия в селе и его окрестностях включают кладбище XI—XIII веков, церковь Хачин Дзор XII—XIII  веков (арм. Խաչին ձոր), кладбище XVIII—XIX  веков, церковь XIX века и памятник источнику XIX  века. В окрестностях  села находятся старые поселения Ханатори, Хаатак, Цахки Хач (арм. Խանաթոռի, Նահատակի, Ծաղկի խաչ).
Помимо церкви, заметную роль в жизни села издавна играли культовые очаги, отдельные деревья, святилища, рощи (некоторые из таких мест почитаются и поныне).
По состоянию на 2015 год в селе действовала назначенная властями непризнанной НКР сельская администрация, дом культуры, медпункт, начальная школа, в которой обучалось 23 ученика.

## Население
По состоянию на 1989 большинство население села составляли армяне. В селе проживало 139 жителей в 2005 году и 148 жителей в 2015 году. В 2021 году население села стало 180 человек, в него переселились новые семьи, потерявшие жильё.
| Год       | 2005 | 2008 | 2009 | 2010 | 2015 | 2021 |
| --------- | ---- | ---- | ---- | ---- | ---- | ---- |
| Население | 139  | 140  | 129  | 126  | 148  | 180  |